# Baia di Cook
La baia di Cook (Cook Inlet) si estende per 290 chilometri dal golfo dell'Alaska a Anchorage, nell'Alaska centro-meridionale. La baia di Cook si ramifica in Knik Arm e in Turnagain Arm nella parte settentrionale, quasi a circondare Anchorage.
Lo spartiacque copre circa 100.000 km² del sud dell'Alaska, ad est della Catena delle Aleutine e a sud della Catena dell'Alaska, ricevendo l'acqua dai suoi affluenti, il Knik River, il Little Susitna River, e i Susitna e Matanuska River. Lo spartiacque comprende le zone di drenaggio del Monte McKinley. All'interno del bacino ci sono molti parchi nazionali e il vulcano attivo monte Redoubt insieme a tre altri vulcani storicamente attivi. La baia di Cook fornisce l'accesso navigabile fino al porto di Anchorage nella parte settentrionale, e al porto di Homer, più piccolo, a sud. Circa 400.000 persone vivono all'interno del bacino della baia di Cook. Prima della crescita di Anchorage, Knik era la destinazione principale del traffico marittimo a nord della baia di Cook.

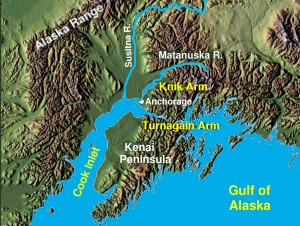
Baia di Cook (Cook Inlet)

## Geografia

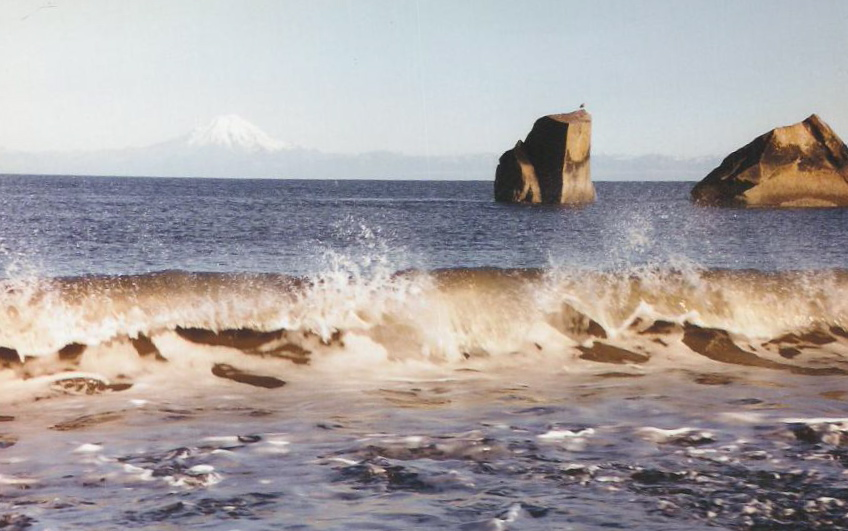
Baia di Cook vista da Clam Gulch

La regione della baia di Cook contiene vulcani attivi, tra cui il vulcano Augustine e il monte Redoubt. Le eruzioni vulcaniche nella regione sono state associate a terremoti e tsunami, e anche le valanghe di detriti hanno provocato tsunami.
Il 31 dicembre 1901 ci fu un terremoto della magnitudo 7,1 generato da una eruzione che ha causato diversi tsunami. Nel 2009, un lahar da monte Redoubt ha minacciato il Drift River Terminal Facility.

### Isole
Nella baia, di fronte ad Anchorage, si trova Fire Island; al centro dell'insenatura Kalgin Island e, a sud-ovest, l'isola costituita dal vulcano Augustine. All'ingresso meridionale della baia si trovano le isole Barren.

## Storia

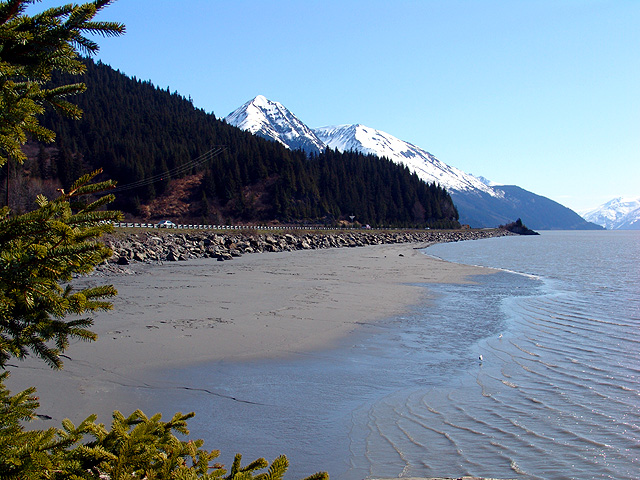
Turnagain Arm

La baia è stata esplorata e insediata dai nativi Dena'ina. Nell'XVIII secolo, i cacciatori di pellicce russi  furono tra i primi visitatori europei. Stepan Zaikov, comandante di una delle navi della Compagnia Lebedev-Lastočkin, stabilì un accampamento alla foce del fiume Kenai, Fort Nikolaev, nel 1786. Questi cacciatori di pellicce usarono i nativi siberiani e i nativi dell'Alaska, in particolare gli Aleuti delle Isole Aleutine, e i nativi Koniag da Kodiak per cacciare le lontre di mare e altri mammiferi marini per gli scambi con la Cina attraverso l'allora esclusivo porto russo di Kyakhta.
Altri europei, per visitare la baia di Cook, presero parte alla spedizione del 1778 di James Cook che vi sbarcò durante la ricerca del passaggio a nord-ovest. Cook ricevette la mappa dell'Alaska, delle isole Aleutine e della Kamčatka durante una visita al commerciante di pellicce russo Gerasim Izmajlov in Unalaska e unirono queste mappe con quelle delle sue spedizioni per creare la prima Proiezione cilindrica centrografica modificata di Mercatore del Nord del Pacifico. Nel 1794, la baia fu intitolata a Cook da George Vancouver che era al servizio di costui nel 1778. Il Turnagain Arm è stato denominato da William Bligh, in seguito comandante della famosa HMS Bounty. Bligh era a servizio di Cook come capitano nel suo terzo ed ultimo viaggio con lo scopo di scoprire il passaggio a nord-ovest.
Dopo aver raggiunto il fondo della baia di Cook, Blight riteneva che sia Knik Arm che Turnagain Arm fossero le foci dei fiumi e non gli sbocchi per il passaggio a nord-ovest. Sotto gli ordini di Cook, Bligh organizzò una spedizione per risalire lo Knik Arm che confermò portasse solo a un fiume.
Una seconda spedizione ritornò dal Turnagain Arm con la stessa conclusione. Come risultato di questi frustranti viaggi, al fiume venne dato il nome di "Turn Again" (torna indietro di nuovo). Inizialmente le mappe segnavano questo fiume con il nome di Fiume Turnagain.
La S.S. Farallon era un transatlantico della Alaskan Steamship Company che colpì Black Reef nella baia di Cook il 5 gennaio 1910. Tutti i 38 uomini a bordo sopravvissero e furono portati in salvo 29 giorni più tardi. Solo pochi bianchi visitarono la parte più alta della baia di Cook fino a che non fu costruita la Ferrovia dell'Alaska lungo le rive orientali del Turnagain Arm e dello Knik Arm, intorno al 1915. I nativi del villaggio Eklutna sono i discendenti degli abitanti di otto villaggi indigeni che erano situati nella parte superiore della baia di Cook.

## Comunità
La maggior parte della popolazione dell'Alaska vive sulle sponde della baia di Cook, in particolare ad Anchorage e nelle comunità della penisola di Kenai. La regione più occidentale della baia non è collegata da reti stradali; ospita il paese di Tyonek e una serie di campi petroliferi.

## Risorse

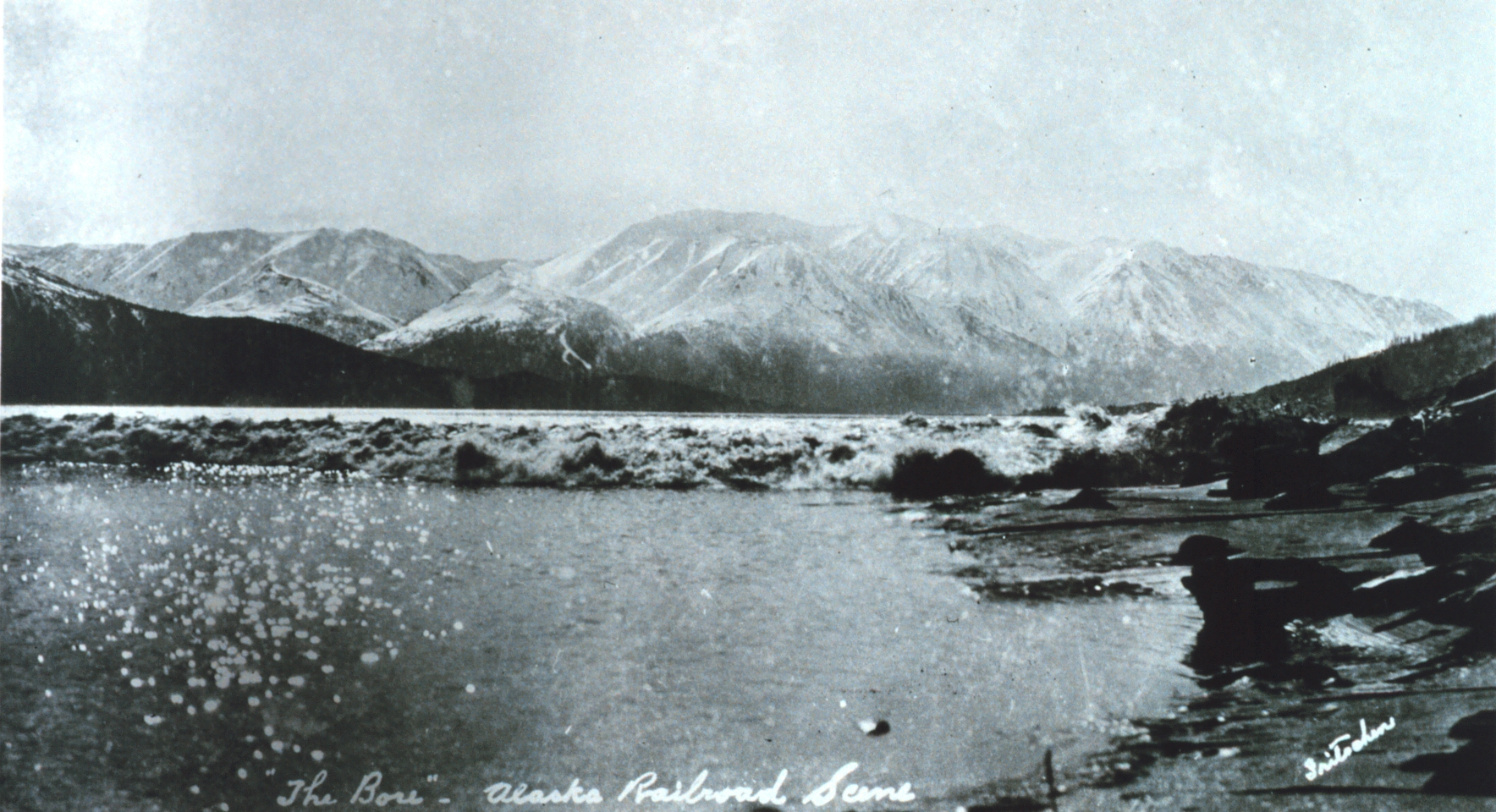
Il mascheretto appare come un muro d'acque turbolente

Il bacino della baia di Cook contiene grandi giacimenti di petrolio e gas tra cui diversi campi al largo. A partire dal 2005 vi erano 16 piattaforme nella baia di Cook, la più antica delle quali è la XTO A, prima piattaforma installata dalla Shell nel 1964, mentre la più recente è la piattaforma Osprey, installata dalla Forest Oil nel 2000. La maggior parte delle piattaforme sono gestite da Union Oil, che è stata acquisita dalla Chevron nel 2005. Ci sono anche numerosi gasdotti e oleodotti che scorrono sotto la baia di Cook. Le destinazioni principali dei gasdotti sono Kenai, dove il gas viene utilizzato principalmente per alimentare la produzione commerciale di fertilizzanti e di gas naturale liquefatto (GNL), e Anchorage, dove il gas serve soprattutto per uso domestico.
L'Alaska possiede circa la metà delle riserve di carbone conosciute negli Stati Uniti. Per decenni, c'è stata una proposta di costruire una grande miniera di carbone (la Chuitna Coal Mine) sulla riva occidentale della baia di Cook, vicino al fiume Chuitna e al villaggio aborigeno di Tyonek. American Rivers (fiumi americani) ha posto il fiume Chuitna nella lista dei 10 fiumi più pericolosi del 2007, basandosi sulla pericolosità di queste cave.
Turnagain Arm è uno delle 60 masse d'acqua in tutto il mondo a presentare un'onda di marea. L'altezza dell'onda può essere più alta di sei metri e viaggiare a 15 miglia all'ora nelle maree sigiziali. Turnagain Arm vede la più vasta gamma di maree negli Stati Uniti, con una media di 30 piedi (9,2 m), e la quarta più alta del mondo, dietro Bay of Fundy (11.7m), Ungava Bay (9.75m), e Bristol Channel (9.6m). Il ciclo naturale delle maree dell'oceano (12 ore 25 minuti) è vicino alla frequenza naturale di risonanza di Turnagain Arm che rafforza la marea come versando l'acqua in una vasca da bagno. Fluttuazioni di marea nella zona principale della baia di Cook, sebbene non così estremamente stretto e basse nel Turnagain Arm, raggiungono i 25 piedi (7,6 m) e presenta correnti superiori a 5 nodi (9,3 km/h) a pieno flusso di marea. La baia e i suoi bracci sono stati proposti come sito potenzialmente interessante per la generazione di maree.
Turnagain Arm e Knik Arm sono noti per l'abbondanza di limo. Con la bassa marea, gran parte dei fondali limosi emergono in superficie, rendendo difficoltosa la navigazione. Storicamente le navi e le imbarcazioni progettate per transitare in questa zona montavano un fondo relativamente piatto, con una modesta deriva e la mancanza di una chiglia di grandi dimensioni, perché le barche di tanto in tanto si arenavano con la bassa marea intenzionalmente o per caso. Questo progetto ha permesso all'imbarcazione di sostenere il suo peso a terra, senza subire alcun danno grave per la sua struttura. Un esempio di questo progetto è il Nomad, una barca da pesca molto fotografata, un tempo di proprietà di Joe Reddington che è rimasto seduto su una piana di marea vicino Knik per diversi decenni.
Può anche essere pericoloso camminare su queste piane di maree poiché presentano caratteristiche simili alle sabbie mobili e hanno portato via la vita di almeno un esploratore che si è allontanato su di esse.
Navi da crociera attraccano a Seward nel golfo dell'Alaska, o a Whittier nello stretto di Prince William e trasportano i passeggeri via autobus o via treno fino ad Anchorage. Tuttavia, oltre il 95% del trasporto merci diretto in Alaska entra passando per il porto di Anchorage, che è fornito di grandi navi container e altri mezzi di trasporto.

## Conservazione

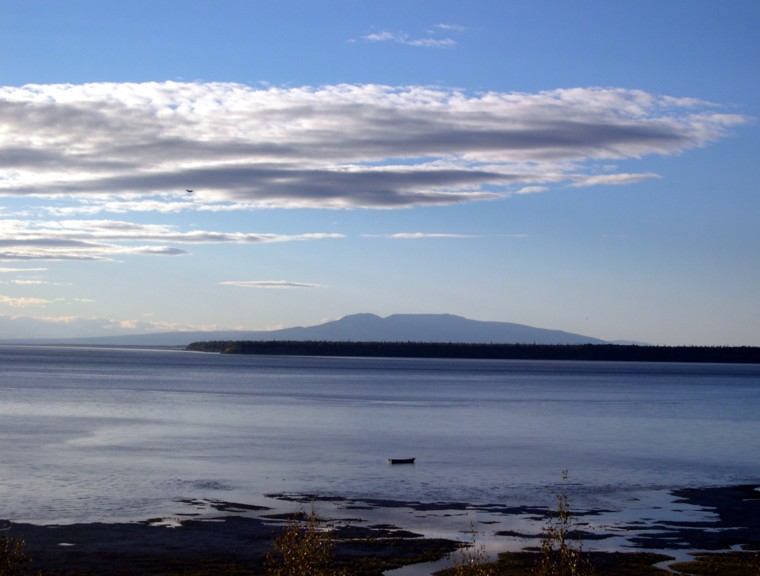
Vista della bassa marea nella Baia di Cook da Anchorage

La balena bianca della baia di Cook è una specie geneticamente distinta e geograficamente isolata. Il numero di esemplari è sceso a 400 a causa della caccia da parte dei Nativi dell'Alaska, anche se un recente articolo sull'Anchorage Daily News ha messo in dubbio questa conclusione.
Le attività nella baia di Cook comprendono il commercio di pesce, estrazione di petrolio e gas, scarichi urbani, il rumore degli aerei e delle navi, traffico marittimo e turismo. Tuttavia, non si sa quale impatto queste attività abbiano avuto sulla popolazione di balene bianche.
Nel 2000, la US National Marine Fisheries Service ha collocato la balena bianca della baia di Cook nella lista delle specie in pericolo d'estinzione e ha dato inizio a un piano di conservazione.
Il Coastal Marine Institute alla University of Alaska Fairbanks's School of Fisheries and Ocean Sciences (Università dell'Alaska di pesca e scienze marine) in collaborazione con U.S. Department of the Interior's Minerals Management Service (MMS), ha cominciato nel 2003 un progetto di 3 anni concentrandosi sui movimenti dell'acqua nella baia di Cook.